# Day Mesquita
Dayenne Proença Mesquita (Telêmaco Borba, 23 de setembro de 1985), ou apenas Day Mesquita, é uma atriz e apresentadora brasileira. Tornou-se mais conhecida por seus trabalhos em Dance Dance Dance (2007), Vende-se um Véu de Noiva (2009), Jesus (2018) e Amor sem Igual (2019).

## Vida pessoal
Dayenne Mesquita é irmã da contadora Julyenne Proença Mesquita e filha de Regina Proença e do engenheiro Alceu Mesquita, falecido em 2009. Nasceu em Telêmaco Borba, no Paraná e foi radicada em São Paulo. É nascida em uma família católica e atualmente é simpatizante da filosofia budista. Desde 2012 reside no Rio de Janeiro. É engajada com a causa animal e adotou uma dieta vegetariana, além de tornar-se embaixadora da SVB (Sociedade Vegetariana Brasileira).
Em maio de 2022, anuncia a gravidez do seu primeiro filho com o ator e produtor de teatro Pedro Says. Seu filho, Dom, nasceu em 26 de setembro de 2022.

## Carreira
Quando era criança, Dayenne Mesquita, fez balé e chegou a atuar como bailarina profissional. Estreou na televisão em 2005, apresentando o programa Teen Power, na Rede 21 – atual PlayTV. Posteriormente teve uma rápida carreira como modelo e em 2007 passou nos testes da Band para interpretar a principal antagonista de Dance Dance Dance, Amanda.
Em 2008 fez uma participação no quadro Lendas Urbanas do programa Domingo Legal, no SBT, sendo a protagonista do episódio A Casa do Bosque e a Flor, interpretando a personagem Carolina (Carol). Já em 2009 protagonizou a telenovela Vende-se um Véu de Noiva, de Íris Abravanel, no SBT. Em 2010, ainda no SBT, fez teste para uma personagem que iria integrar o elenco de Amor e Revolução, concorrendo com outras atrizes, o papel ficou com Graziella Schmitt.
Em 2012 após sua passagem por Cheias de Charme na Rede Globo onde interpretou a personagem Stella, foi escolhida em 2013 para integrar o elenco fixo da telenovela Além do Horizonte, interpretando a personagem Fernanda que contracenava com o ator Alexandre Borges. Em 2014 fez uma participação na série (Des)Encontros, da Sony Channel, que foi gravada na cidade de Santos. Em 2015 na HBO Brasil, participou de O Negócio interpretando Flávia, série que retrata a polêmica do mercado da prostituição no Brasil. Ainda em 2015 foi contratada pela RecordTV para atuar na série Milagres de Jesus. Logo em seguida interpretou a dançarina egípcia Yunet na telenovela Os Dez Mandamentos. Já em 2016 interpretou Ioná na telenovela A Terra Prometida.

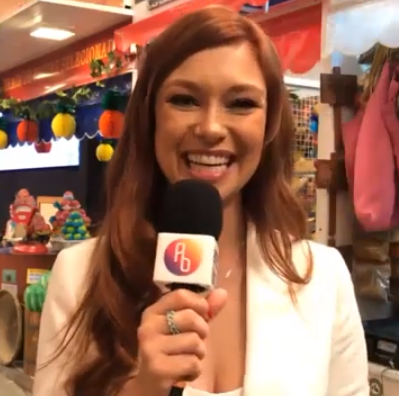
Day Mesquita em 2019.

Estreou no cinema em março de 2018, interpretando Ester Bezerra (Ester Eunice Rangel Bezerra), esposa do bispo Edir Macedo no filme Nada a Perder, filmografia que conta a história do fundador da Igreja Universal do Reino de Deus, dirigida por Alexandre Avancini e com roteiro de Stephen P. Lindsay. Ainda em 2018 foi escalada como a principal personagem feminina da telenovela Jesus, atuando como Maria Madalena. Voltou a atuar interpretando novamente Ester Bezerra, estreando nos cinemas o filme Nada a Perder 2 em agosto de 2019.
No fim de 2019, após o sucesso e reconhecimento como Maria Madalena, voltou a protagonizar uma telenovela após 10 anos, ao atuar na novela Amor sem Igual da RecordTV, onde interpretou Angélica, uma jovem com uma trajetória difícil, que ganha a vida como garota de programa nas ruas com o pseudônimo "Poderosa", recebendo elogios da crítica e público e sendo nomeada em diversas premiações. No final de 2020, decidiu não renovar seu contrato com a RecordTV, visando novos desafios profissionais, após dois anos de contrato fixo com a emissora. Em 2021 foi escalada para interpretar um dos papéis centrais da minissérie de época Tudo de Bom, como a ex-vedete Simone Mantovani. O projeto irá estrear em plataforma de streaming.
Em 2022 foi anunciado que estará no elenco da série How To Be a Carioca, de Carlos Saldanha, para o Star+, onde vai interpretar uma mulher conservadora e preconceituosa.

## Filmografia

### Televisão
| Ano     | Título                   | Personagem / Cargo              | Nota                                     |
| ------- | ------------------------ | ------------------------------- | ---------------------------------------- |
| 2005–06 | Teen Power               | Apresentadora                   |                                          |
| 2007    | Dance Dance Dance        | Amanda Vasconcellos             |                                          |
| 2008    | Lendas Urbanas           | Carolina                        | Episódio: "A Casa do Bosque e a Flor"    |
| 2009    | Vende-se um Véu de Noiva | Eliana Vilela                   |                                          |
| 2011    | Tribunal na TV           | Nancy                           | Episódio: "Em Nome da Honra"             |
| 2012    | Viagem Sem Fim           | Participante                    |                                          |
| 2012    | Morando Sozinho          | Luana                           | Episódio: "4"                            |
| 2012    | Cheias de Charme         | Stella Carvalho                 | Episódios: "15 de agosto–26 de setembro" |
| 2013-14 | Além do Horizonte        | Fernanda                        |                                          |
| 2014    | (Des)encontros           | Diana                           | Episódio: "Arthur e Diana"               |
| 2015    | Milagres de Jesus        | Maria de Betânia                | Episódio: "A Ressurreição de Lázaro"     |
| 2015    | Os Dez Mandamentos       | Yunet (jovem)                   | Episódios: "24–30 de março"              |
| 2015    | Santo Forte              | Grace                           | Episódio: "3                             |
| 2016    | O Negócio                | Flávia                          | Episódio: "Mia"                          |
| 2016    | A Terra Prometida        | Ioná                            |                                          |
| 2018-19 | Jesus                    | Maria Madalena                  |                                          |
| 2019–21 | Amor sem Igual           | Angélica Silva Viana (Poderosa) |                                          |
| 2019–21 | Amor sem Igual           | Amanda Silva (jovem)            | Flashback                                |
| 2023    | How To Be a Carioca      | Ana                             | Episódio: "Angola"                       |
| 2024    | Família É Tudo           | Marta                           | Episódios: "28 de junho-11 de julho"     |
| 2025    | Tudo de Bom              | Simone Mantovani                |                                          |
| 2025    | Caminhos                 | Mariana                         |                                          |

### Cinema
| Ano  | Título                       | Personagem    |
| ---- | ---------------------------- | ------------- |
| 2016 | Os Dez Mandamentos - O Filme | Yunet (jovem) |
| 2018 | Nada a Perder                | Ester Bezerra |
| 2019 | Nada a Perder 2              | Ester Bezerra |

## Teatro
| Ano     | Título                          | Personagem |
| ------- | ------------------------------- | ---------- |
| 2004    | Vem buscar-me que ainda sou teu |            |
| 2004    | Gota d'água                     |            |
| 2009–11 | Sorria                          |            |
| 2012    | A pequena sereia                |            |
| 2014    | Anônimas                        |            |
| 2015–16 | Os Intolerantes                 | Guida      |
| 2017    | Deu Treta                       | Taís       |

## Prêmios e indicações
| Ano  | Prêmio                       | Categoria                           | Nomeação       | Resultado           |
| ---- | ---------------------------- | ----------------------------------- | -------------- | ------------------- |
| 2018 | Troféu AIB De Imprensa       | Melhor Atriz                        | Jesus          | Indicada            |
| 2018 | Prêmio Área VIP              | Melhor Atriz                        | Jesus          | Indicada            |
| 2018 | Prêmio The Brazilian Critic  | Melhor Atriz em Novela              | Jesus          | Indicada            |
| 2018 | Prêmio Extra de Televisão    | Melhor Atriz Coadjuvante            | Jesus          | Indicada            |
| 2018 | Melhores do Ano Minha Novela | Melhor Casal (com Fernando Pavão)   | Jesus          | Indicada            |
| 2019 | Prêmio Notícias de TV        | Melhor Atriz (Protagonista)         | Jesus          | Indicada            |
| 2020 | Prêmio Contigo! Online       | Melhor Atriz de Novela              | Amor sem Igual | Venceu              |
| 2020 | Melhores do Ano NaTelinha    | Melhor Atriz                        | Amor sem Igual | Indicada            |
| 2020 | Melhores do Ano DoisTV       | Casal de Novela (com Rafael Sardão) | Amor sem Igual | Venceu              |
| 2020 | e10blog Melhores do Ano      | Melhor Atriz de Novela              | Amor sem Igual | Venceu              |
| 2020 | e10blog Melhores do Ano      | Personagem do Ano (como Poderosa)   | Amor sem Igual | Venceu              |
| 2020 | Prêmio Área VIP              | Personagem do Ano (como Poderosa)   | Amor sem Igual | Venceu              |
| 2020 | Melhores do Ano Minha Novela | Melhor Atriz de Novela              | Amor sem Igual | Indicada            |
| 2020 | Melhores do Ano Minha Novela | Melhor Casal (com Rafael Sardão)    | Amor sem Igual | Indicado            |
| 2020 | Troféu Internet              | Melhor Atriz de Novela              | Amor sem Igual | Premiação cancelada |
| 2021 | Prêmio F5                    | Melhor Atriz de Novela              | Amor sem Igual | Indicada            |
| 2022 | Prêmio iBest                 | Influenciador Paraná                | Day Mesquita   | Indicada            |